# Arsura
Az arsura (vagy arcsura) a csuvas mitológia erdei szelleme. Megfelel a tatár sürelének, nevük is ugyanazt a szóelemet tartalmazza, a csuvas süre-, csüre- (járni) szót. A „járkáló” az erdők állatainak és növényeinek éjszakai védelmezője. Nevének a török nyelvektől idegen vegyes hangrendű változata is ismert: arsuri.
Az arsura ember méretű, emberhez hasonló lény, akit gyakran farokkal, szarvval és hosszú karmokkal és négy szemmel írtak le. Zöld szakállt, földig érő hajat és piros sálat visel, szemei vörösen izzanak, élesen kiabál. Előfordul, hogy három kézzel, lábbal és szemmel képzelték el, ekkor szemei közül egy néz előre, kettő hátra. Ruháit kifordítva, cipőit fordítva hordja, éjszaka lóháton barangol az erdőben. Hangokat utánoz, hogy az embereket elcsalja az erdőben. Képes alakot váltani, és fűszáltól fatörzsig terjedő méreteket felvenni. Különlegessége, hogy nincs árnyéka. Az erdei állatoknak ő mondja meg, mikor kell útra kelni az évszakos vándorlásokra. Ha több arsura él egy erdőben, a területért harcolnak egymással. Női és férfi arsura is van, a lányokat tópartokon látni, amint hajnalban a hajukat fésülik. Sürelétől eltérően arsura gonosz az emberekkel szemben, bár a férfiak felesége ev iyesi, a háztartások védőszelleme, és csiklandozásával nem öli meg az embereket.
Hasonló hozzá a tatár bicsura is, orman iyesi, az erdő védőszellemének házastársa. E két lényt a szláv csort változatainak tartják, sok szláv népnél is feltűnik. A reláció azonban inkább fordított lehet, a szláv nyelvekben török jövevény, mivel minden ezzel összefüggő nevek (sürele, aksur, karasur, surabas, soraman) a török nyelvekből értelmezhetők, míg a csort ezeknek a változata és nincs értelme.
A déli szláv területeken óbolgár hagyományokra épülő, a török erdei szellemekhez nagyon hasonlító kukeri ismert. Magyarországon déli szláv betelepülők révén ez a busójárásban maradt fenn.